# Kevin Martin (curling)
Pour les articles homonymes, voir Kevin Martin et Martin.
Kevin Martin, né le 31 juillet 1966 à Killam en Alberta, est un curleur canadien à la retraite. Il est nommé à l’Ordre du Canada en 2024.

## Palmarès

### Jeux olympiques
| Édition    | Salt Lake City 2002 | Vancouver 2010 |
| Classement | Argent              | Or             |

### Championnats du monde
| Édition    | Winnipeg 1991 | Berne 1997 | Grand Forks 2008 | Moncton 2009 |
| Classement | Argent        | 4e         | Or               | Argent       |